# Jana Maláčová

Jana Maláčová (2019)

Jana Maláčová (* 23. Juni 1981 in Uherské Hradiště) ist eine tschechische Beamtin und Politikerin (ČSSD). Von Juli 2018 bis zum 17. Dezember 2021 war sie Sozialministerin der Tschechischen Republik.

## Leben
Nach dem Besuch der Handelsakademie in ihrer Geburtsstadt Uherské Hradiště studierte Maláčová von 2002 bis 2007 Politologie an der Johann Wolfgang Goethe-Universität in Frankfurt am Main. Von 2014 bis 2016 studierte sie an der London School of Economics and Political Science. Seit 2008 ist sie Mitglied der sozialdemokratischen Partei ČSSD.
Nach einer Anstellung im Ministerium für Regionalentwicklung war Maláčová von 2012–2014 Vertreterin des tschechischen Senats beim Europäischen Parlament. 2015 begann Maláčová als Abteilungsleiterin im Ministerium für Arbeit und soziale Angelegenheiten zu arbeiten. Nachdem Minister Petr Krčál wenige Tage nach Amtsantritt wegen Plagiatsvorwürfen seinen Rücktritt erklärte, wurde Maláčová am 30. Juli 2018 als neue Arbeits- und Sozialministerin für die Sozialdemokraten im Kabinett Babiš II angelobt.
2019 wurde Maláčová zur Vizevorsitzenden der ČSSD gewählt. 
Vor der Parlamentswahl 2021 beklagte Jana Maláčová, dass die ČSSD als Juniorpartner der ANO von Andrej Babiš zwar viele soziale Vorhaben umsetzen konnte, doch als Partei nicht davon profitieren konnte. Bei der Parlamentswahl trat Maláčová als Spitzenkandidatin im Wahlbezirk der Hauptstadt Prag an, wurde aber nicht gewählt. Die ČSSD verpasste insgesamt den Wiedereinzug des Parlaments. Mit Angelobung der neuen Regierung am 17. Dezember 2021 endete daher auch Maláčovás Amtszeit als Ministerin.
Maláčová bewarb sich im Dezember 2021 um die Nachfolge des nach der Wahlniederlage zurückgetretenen ČSSD-Vorsitzenden Jan Hamáček. Mit 63 von 233 Delegiertenstimmen unterlag sie bei der Wahl dem Kandidaten Michal Šmarda deutlich. Maláčová verzichtete daraufhin auf eine erneute Kandidatur als Parteivizevorsitzende und zog sich aus der Politik zurück.
Im September 2024 kündigte sie ihre Rückkehr in die Politik an und bewarb sich abermals um den Parteivorsitz der inzwischen in SOCDEM umbenannten Partei. Nach den für die Sozialdemokraten erfolglosen Senats- und Regionalwahlen verzichtete der amtierende Vorsitzende Michal Šmarda auf eine erneute Kandidatur. Die Delegierten wählten daraufhin am 5. Oktober 2024 Maláčová mit 101 von 152 Stimmen zur neuen Vorsitzenden. Sie setzte sich unter anderem gegen den ehemaligen Senator und Präsidentschaftskandidaten Jiří Dienstbier durch. Sie ist die erste Frau an der Spitze der Partei. 